# AAMI Park
L'AAMI Park, connu également sous le nom de stade rectangulaire de Melbourne, est un stade construit à Melbourne (Australie) entre 2007 et 2010 pour répondre aux exigences du rugby à XIII.
Il est utilisé par le Melbourne Storm mais est conçu également pour le football et le rugby à XV. Il est donc aussi l'hôte des Melbourne Rebels, club de Super 15, du Melbourne Victory et du Melbourne City FC, équipes de A-League.
Son nom a été donné par la l'assureur automobile Australian Associated Motor Insurers Limited, qui a acheté les droits pour huit années.

## Histoire
L'ancien stade des Melbourne Storm, l'Olympic Park Stadium, n'avait que 18 500 places dont 11 000 places assises et comportait une piste d'athlétisme. En 2006, le gouvernement du Victoria donne le feu vert pour la construction d'un nouveau stade de 20 000 places, plus tard la capacité sera étendue à 30 000 places. Il doit essentiellement servir pour le rugby et le football. Les travaux commencent en 2007.
Son inauguration a lieu le 7 mai 2010 lors d'un match de rugby à XIII opposant l'Australie à la Nouvelle-Zélande pour le compte de l'ANZAC Test, devant 31 000 spectateurs (capacité du stade).
Le toit du stade est un dôme géodésique, la façade est illuminée par led programmables permettant de réaliser une multitudes de graphiques.
Certains matchs de la Coupe d'Asie des nations de football 2015 se déroulent dans le stade.
En 2023, le stade accueille des matchs de la Coupe du monde féminine de football 2023.

## Évènements
- Coupe d'Asie des nations de football 2015
- Coupe du monde de rugby à XIII 2017
- Coupe du monde féminine de football 2023
- Coupe du monde de rugby à XV 2027

## Galerie

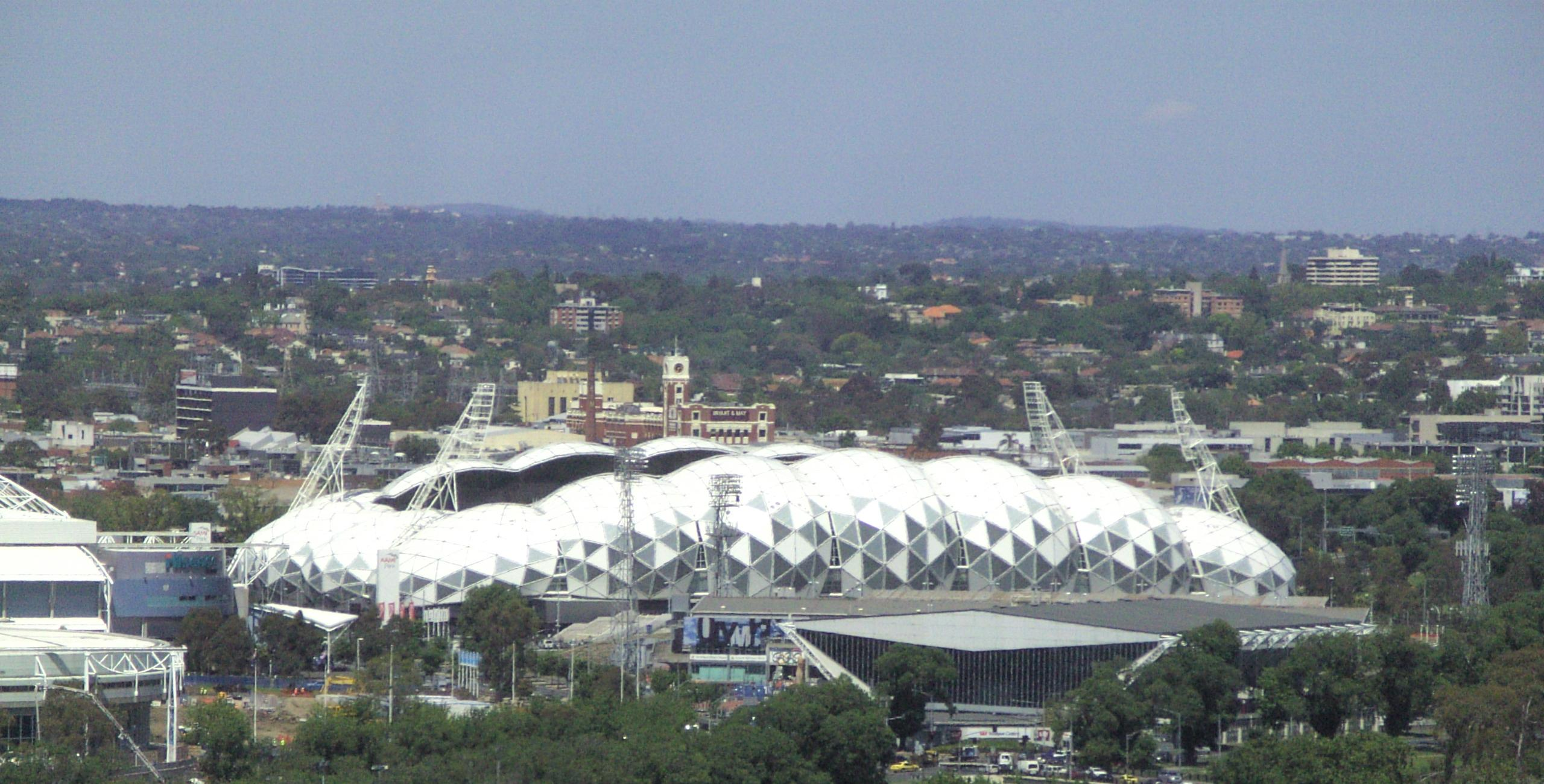
Vue extérieure
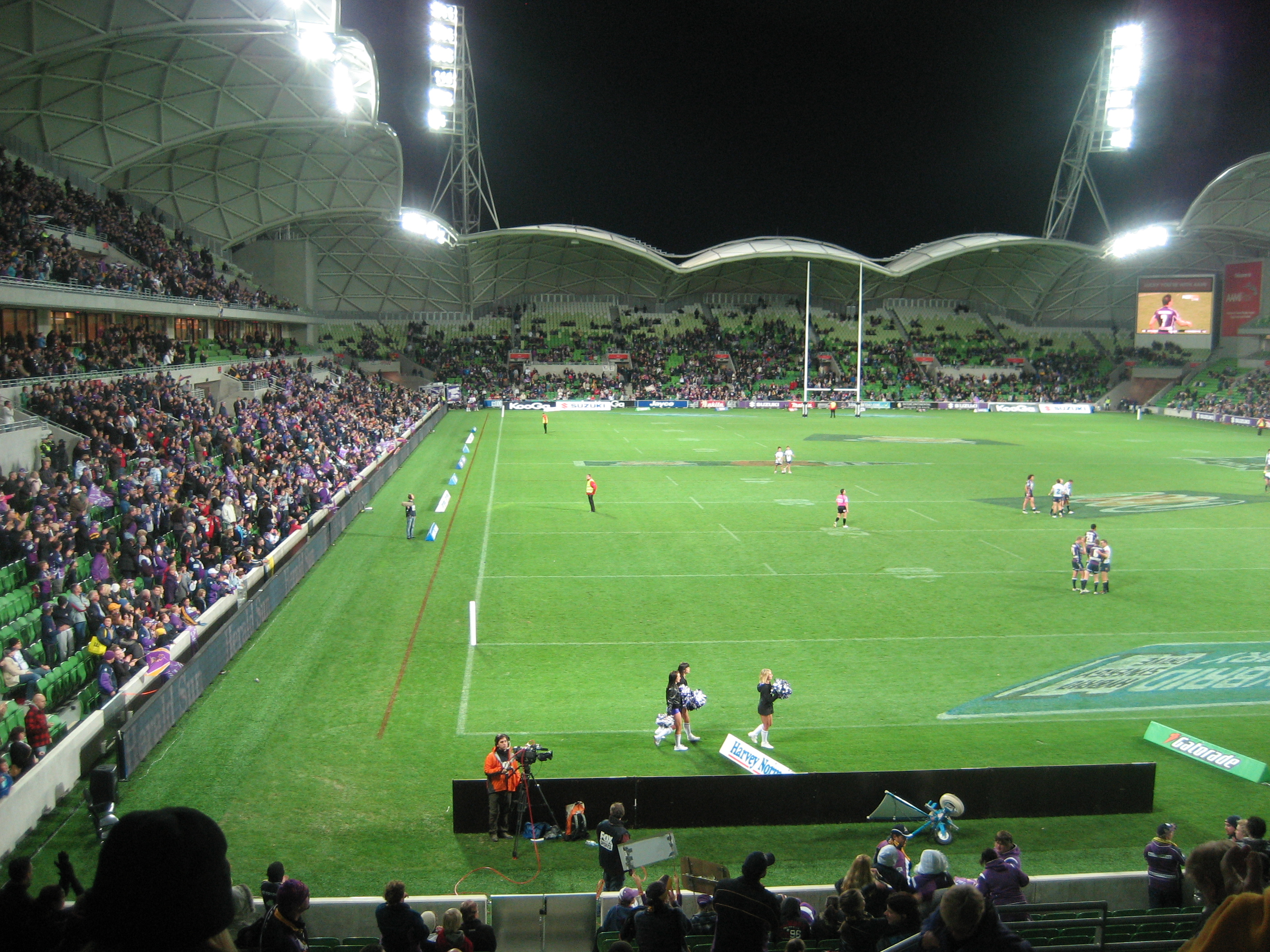
Vue intérieure de la tribune Sud
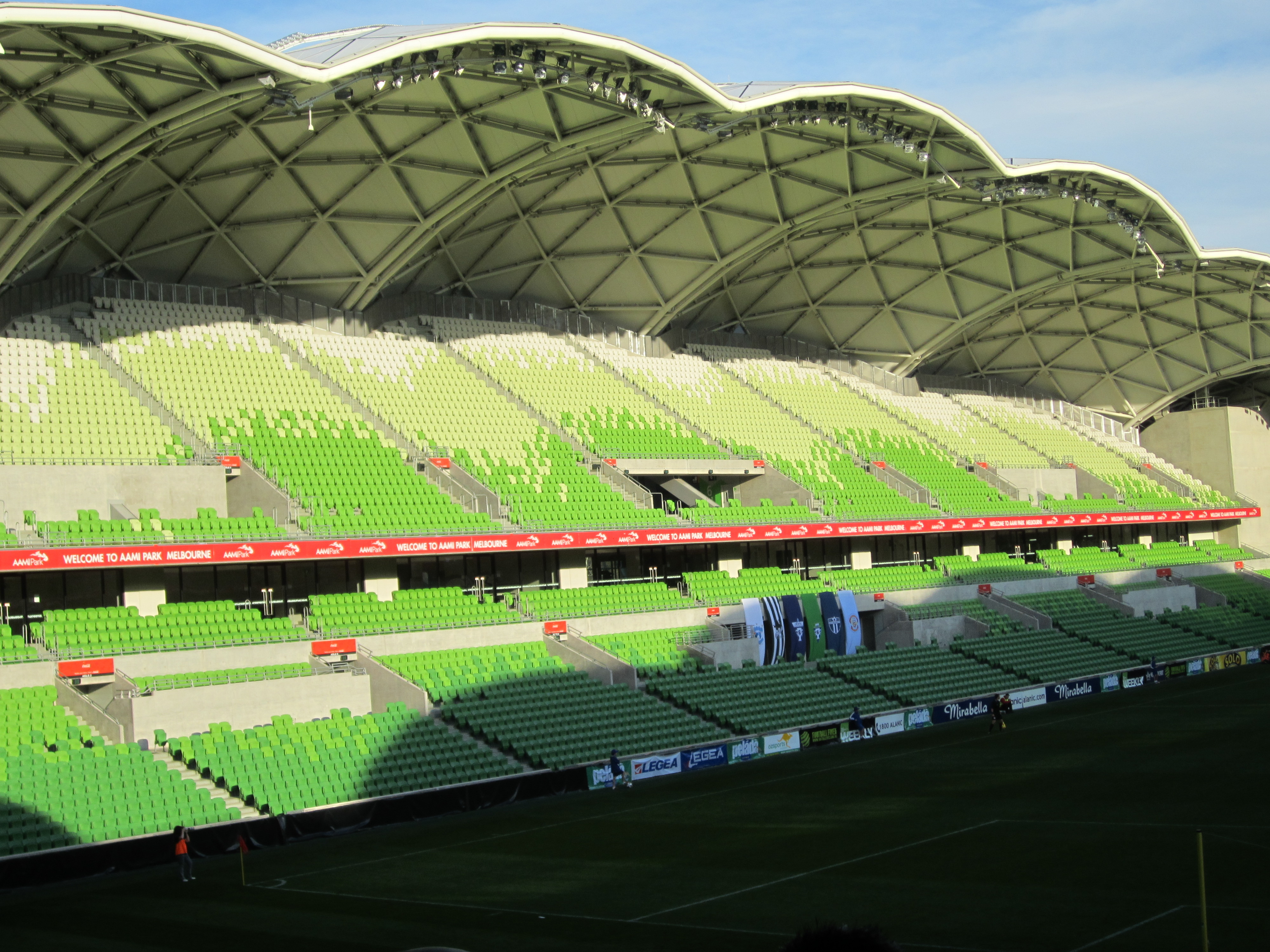
Tribune Ouest
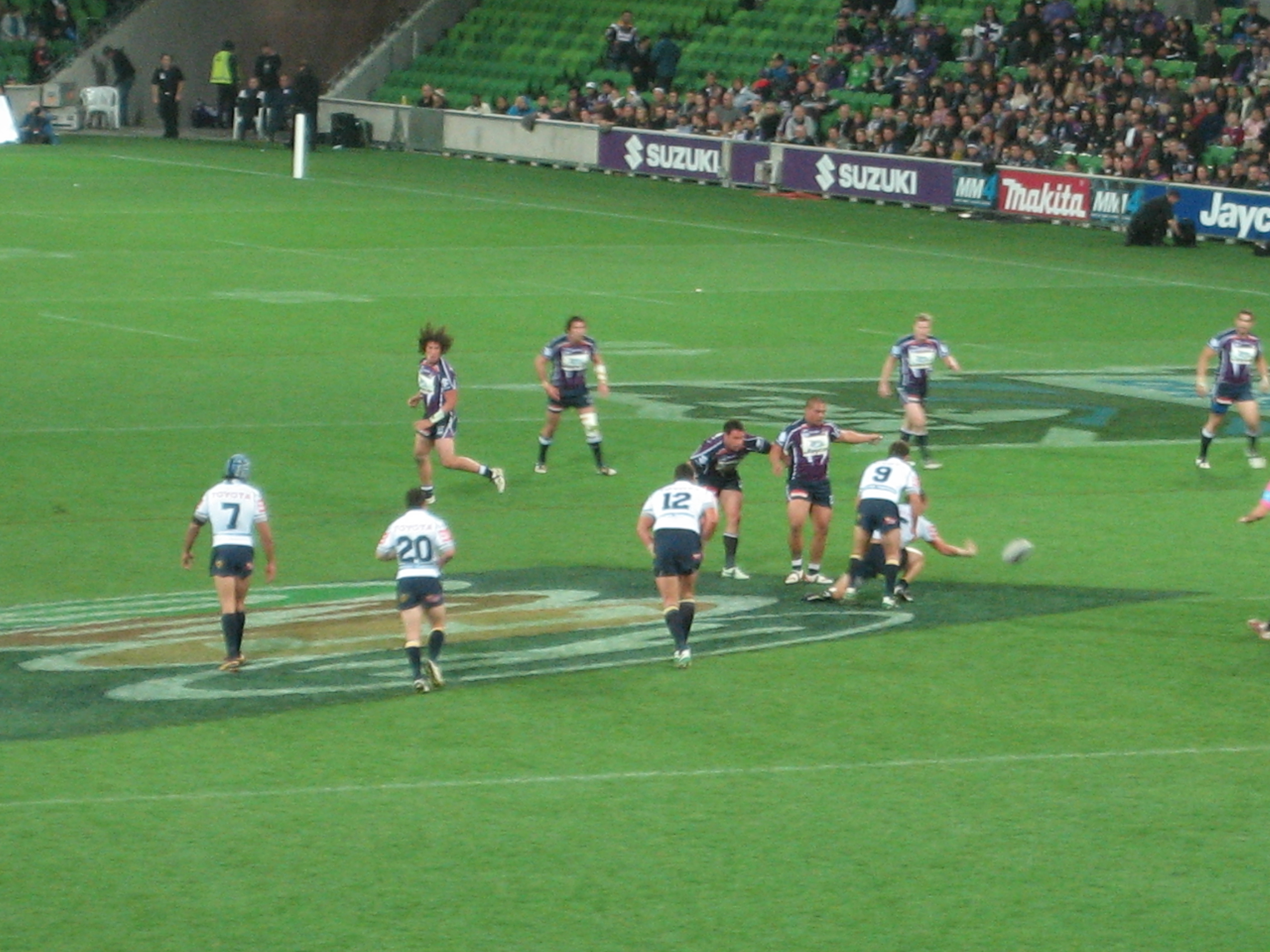
Match de rugby